# 松平重忠 (三木家)
松平 重忠（まつだいら しげただ）は、戦国時代から江戸時代初期の武将。三木松平家第2代当主。松平信孝（徳川家康の大叔父）の子。

## 生涯
父の松平信孝（三木松平家初代）は、松平清康の弟である。『寛政重修諸家譜』によれば、天文4年（1535年）の清康横死後、信孝は甥の松平広忠（清康の遺児）を支える立場にあったが、やがて「岡崎の老臣」たちと対立して失脚し、ついには広忠と交戦するに至った。天文17年（1548年）、信孝は菅生河原（安城合戦参照）において討たれた。
重忠は、『寛政譜』記載の没年・享年から逆算すると、天文9年（1540年）の生まれである。成長後は徳川家康に仕え、天正18年（1590年）に家康が関東に入部した際に大番頭となった。慶長5年（1600年）に致仕。家督は長男の松平忠清が継いだ。
慶長6年（1601年）12月2日に死去、享年62。重忠の死から間もなく、12月22日に忠清も32歳で嗣子なく没した。重忠の二男・忠利はすでに別家を立てており、三木松平家の嫡家は絶家とされた。

## 人物
『寛政重修諸家譜』には、重忠が徳川家康の木像を彫刻したというエピソードが「家伝」として載る。重忠は手製の木像を長らく屋敷に安置していた。このことを聞いた家康は、木像を持参させてこれを見、自分の死後にはこれを拝するように、と言って重忠に返した。この木像は忠利の家に伝えられ、のちに忠利の家の菩提寺となった目白の養国寺に奉納された。家康像は境内に別殿を設けて祀られ、養国寺は「権現様の寺」と呼ばれたという。

## 系譜
『寛政重修諸家譜』には、実子3名（男子2名・女子1名）が載る。
- 父：松平信孝
- 生母不明の子女
  - 長男：松平忠清
  - 二男：松平忠利
  - 女子：松波勝安の妻

長男の忠清（与十郎）は父と同年に死去し、三木松平家の嫡家は断絶した。
二男の忠利（九郎右衛門）は、重忠の所領のうちから500石を分与されて別家を立てた。職務上の落ち度から改易されているがのちに復帰し、子孫は旗本として続いた。
娘は600石取りの旗本・松波勝安の妻となった。松波勝安は家伝によれば斎藤道三の曾孫とされる人物で、大番や代官を歴任した。